# Давид де Хеа
Давид де Хеа Кинтана (шп. David de Gea Quintana; Мадрид, 7. новембар 1990) професионални је шпански фудбалер који игра на позицији голмана. Тренутно наступа за Фјорентину, а пре је играо за Манчестер јунајтед и Атлетико Мадрид.

## Највећи успеси

### Атлетико Мадрид
- Лига Европе (1) : 2009/10.
- УЕФА суперкуп (1) : 2010.

### Манчестер јунајтед
- Премијер лига (1) : 2012/13.
- ФА куп (1) : 2015/16.
- Лига куп Енглеске (2) : 2016/17, 2022/23.
- Комјунити шилд (3) : 2011, 2013, 2016.
- Лига Европе (1) : 2016/17.

### Репрезентација Шпаније
- Европско првенство У-17 (1) : 2007.
- Европско првенство У-21 (2) : 2011, 2013.